# Elisabeth Fleuriot
Elisabeth Fleuriot (født 1956) er en fransk erhvervsleder, der er Senior Vice President Emerging Markets og Vice President i Kellogg Company, og som siden marts 2012 har siddet i Carlsbergs bestyrelse.
Fleuriot har stor international erfaring inden for salg af forbrugermærkevarer og betydelig ledelseserfaring i kraft af sin karriere på ledende poster i Kellogg Company (siden 2001) og før det i Yoplait (Sodiaal Group) og Danone Group.